# Helina beloloba
Helina beloloba är en tvåvingeart som beskrevs av Lyneborg 1965. Helina beloloba ingår i släktet Helina och familjen husflugor. Inga underarter finns listade i Catalogue of Life.